# Sape Talma
Sape Talma (Dokkum, 20 dicembre 1847 – Utrecht, 20 giugno 1918) è stato un medico olandese.
Docente di anatomia patologica all'università di Utrecht dal 1876 e rettore della stessa dal 1881 al 1882, fu uno dei massimi esperti di cirrosi epatica.